# Thomas Lagerlöf
Thomas Lagerlöf, född 15 november 1971 i Stockholm, är en svensk före detta fotbollsspelare, mittfältare nu tränare.
Hans moderklubb är IFK Österåker. Övriga klubbar är AIK, FC Lyn och IF Brommapojkarna. En stöttepelare i IF Brommapojkarna säsongen 2006 när laget för första gången tog steget upp i Allsvenskan. Efter den Allsvenska säsongen 2007 med IF Brommapojkarna slutade Lagerlöf som fotbollsspelare och skrev inför nästkommande säsong, 2008, på som assisterande tränare för sin gamla klubb, AIK. Säsongen 2009 till 2011 tränade Lagerlöf Väsby United. Den 17 november 2011 skrev Kim Bergstrand ett tvåårskontrakt med division 1-laget Sirius från och med säsongen 2012 och den 8 december 2011 blev det klart att Thomas skulle ansluta som assisterande tränare och sen dess har de jobbat ihop, numer är båda huvudtränare. Det blev sånär succé direkt första året då de slutade trea, en poäng bakom Östersund och Forward som istället gick upp. 2013 gick de obesegrade genom hela serien och i september förlängde båda sina kontrakt med två år till. 2016 vann de även Superettan och tog upp Sirius till Allsvenskan, en serie de inte spelat i sen 1974. Den 2 augusti 2017 förlängde de sina kontrakt med tre år, till och med slutet av säsongen 2020.
Den 15 november 2018 gick båda ut med att de aktiverat en "storklubbsklausul" i sina treårskontrakt som betydde att de kunde lämna Sirius. Dagen efter presenterades de som nya tränare i Djurgården för de kommande tre åren och vann SM-guld direkt första säsongen. 24 mars 2021 förlängdes kontrakten med två år till (tom 2023). 2022 kvalificerade de sig till gruppspelet i Uefa Conference League vilket de gick obesegrade genom och vidare till åttondelsfinal där det tog stopp mot polska Lech Poznan. Dagen innan, den 15 mars 2023, förlängde båda sina kontrakt igen med tre år, nu till och med 2025. 
Den 21 oktober 2024 meddelade Djurgården att Bergstrand och Lagerlöf entledigats som tränare för Djurgården.

## Meriter som tränare

### Djurgårdens IF
- Gruppspel i Conference League 2024/2025
- Åttondelsfinal i Conference League 2022/2023
- Silver i Svenska cupen 2023/2024.
- SM-guld 2019

### IK Sirius (assisterande tränare)
- Superettan 2016
- Ettan Norra 2013.

## Meriter som spelare

### AIK
- Svensk cupen 1996, 1997 och 1999
- SM-guld 1992 och 1998

## Statistik

### Som tränare (sen 2012 tillsammans medKim Bergstrand)
| Klubb          | År             | Division         | Pl             | M   | V   | O   | F   | Målskillnad | P   | Snitt | Notiser                                      |
| -------------- | -------------- | ---------------- | -------------- | --- | --- | --- | --- | ----------- | --- | ----- | -------------------------------------------- |
| Väsby United   | 2009           | Superettan       | 12             | 30  | 8   | 9   | 13  | 28-41       | 33  | 1,10  |                                              |
| Väsby United   | 2010           | Superettan       | 16             | 30  | 4   | 6   | 20  | 31-60       | 18  | 0,60  | Nedflyttning till Division 1 Norra           |
| Väsby United   | 2011           | Division 1 Norra | 2              | 26  | 15  | 5   | 6   | 51-26       | 50  | 1,92  | Förlorade kvalet mot IFK Värnamo             |
| Väsby United   | Totalt         | Totalt           |                | 86  | 27  | 20  | 39  | 110-127     | 101 | 1,17  |                                              |
| IK Sirius      | 2012           | Division 1 Norra | 3              | 26  | 16  | 4   | 6   | 51-20       | 52  | 2,00  |                                              |
| IK Sirius      | 2013           | Division 1 Norra | 1              | 26  | 21  | 5   | 0   | 79-16       | 68  | 2.62  | Uppflyttning till Superettan                 |
| IK Sirius      | 2014           | Superettan       | 6              | 30  | 11  | 10  | 9   | 47-36       | 43  | 1,44  |                                              |
| IK Sirius      | 2015           | Superettan       | 3              | 30  | 15  | 13  | 2   | 53-25       | 58  | 1,94  | Förlorade kvalet till Allsvenskan            |
| IK Sirius      | 2016           | Superettan       | 1              | 30  | 18  | 7   | 5   | 54-23       | 61  | 2,04  | Uppflyttning till Allsvenskan                |
| IK Sirius      | 2017           | Allsvenskan      | 7              | 30  | 11  | 7   | 12  | 46-51       | 40  | 1,34  |                                              |
| IK Sirius      | 2018           | Allsvenskan      | 13             | 30  | 8   | 2   | 20  | 37-61       | 30  | 1,00  |                                              |
| IK Sirius      | Totalt         | Totalt           |                | 202 | 100 | 48  | 54  | 381-232     | 352 | 1,77  |                                              |
| Djurgårdens IF | 2019           | Allsvenskan      | 1              | 30  | 20  | 6   | 4   | 53-19       | 66  | 2,20  | Guld                                         |
| Djurgårdens IF | 2020           | Allsvenskan      | 4              | 30  | 14  | 6   | 10  | 48-33       | 48  | 1,60  | Brons                                        |
| Djurgårdens IF | 2021           | Allsvenskan      | 3              | 30  | 17  | 6   | 7   | 46-30       | 57  | 1,90  | Silver (lilla)                               |
| Djurgårdens IF | 2022           | Allsvenskan      | 2              | 30  | 17  | 6   | 7   | 55-25       | 57  | 1,90  | Silver (stora), slutspel i Conference League |
| Djurgårdens IF | 2023           | Allsvenskan      | 4              | 30  | 15  | 5   | 10  | 41-36       | 50  | 1,67  | Brons                                        |
| Djurgårdens IF | 2024           | Allsvenskan      | 4              | 27  | 14  | 5   | 8   | 40-32       | 47  | 1,74  | Fick sparken med tre matcher kvar.           |
| Djurgårdens IF | Totalt         | Totalt           |                | 177 | 97  | 34  | 46  | 283-175     | 325 | 1,84  |                                              |
| Hela karriären | Hela karriären | Hela karriären   | Hela karriären | 465 | 224 | 102 | 139 | 774-534     | 778 | 1,68  |                                              |

### Som spelare
| Klubb             | Säsong         | Division       | Matcher | Mål |
| ----------------- | -------------- | -------------- | ------- | --- |
| AIK               | 1990           | Allsvenskan    | 1       | 0   |
| AIK               | 1991           | Allsvenskan    | 6       | 0   |
| AIK               | 1992           | Allsvenskan    | 16      | 0   |
| AIK               | 1993           | Allsvenskan    | 24      | 1   |
| AIK               | 1994           | Allsvenskan    | 18      | 0   |
| AIK               | 1995           | Allsvenskan    | 18      | 0   |
| AIK               | 1996           | Allsvenskan    | 10      | 0   |
| AIK               | 1997           | Allsvenskan    | 21      | 1   |
| AIK               | 1998           | Allsvenskan    | 24      | 3   |
| AIK               | 1999           | Allsvenskan    | 25      | 4   |
| AIK               | 2000           | Allsvenskan    | 24      | 3   |
| AIK               | 2001           | Allsvenskan    | 21      | 3   |
| AIK               | Totalt         | Totalt         | 208     | 15  |
| FK Lyn            | 2002           | Tippeligaen    | 24      | 4   |
| FK Lyn            | 2003           | Tippeligaen    | 12      | 1   |
| FK Lyn            | 2004           | Tippeligaen    | 7       | 1   |
| FK Lyn            | Totalt         | Totalt         | 43      | 6   |
| IF Brommapojkarna | 2004           | Superettan     | 9       | 1   |
| IF Brommapojkarna | 2005           | Superettan     | 28      | 3   |
| IF Brommapojkarna | 2006           | Superettan     | 16      | 3   |
| IF Brommapojkarna | 2007           | Allsvenskan    | 21      | 2   |
| IF Brommapojkarna | Totalt         | Totalt         | 74      | 9   |
| Hela karriären    | Hela karriären | Hela karriären | 325     | 30  |